# Ma'adim Vallis

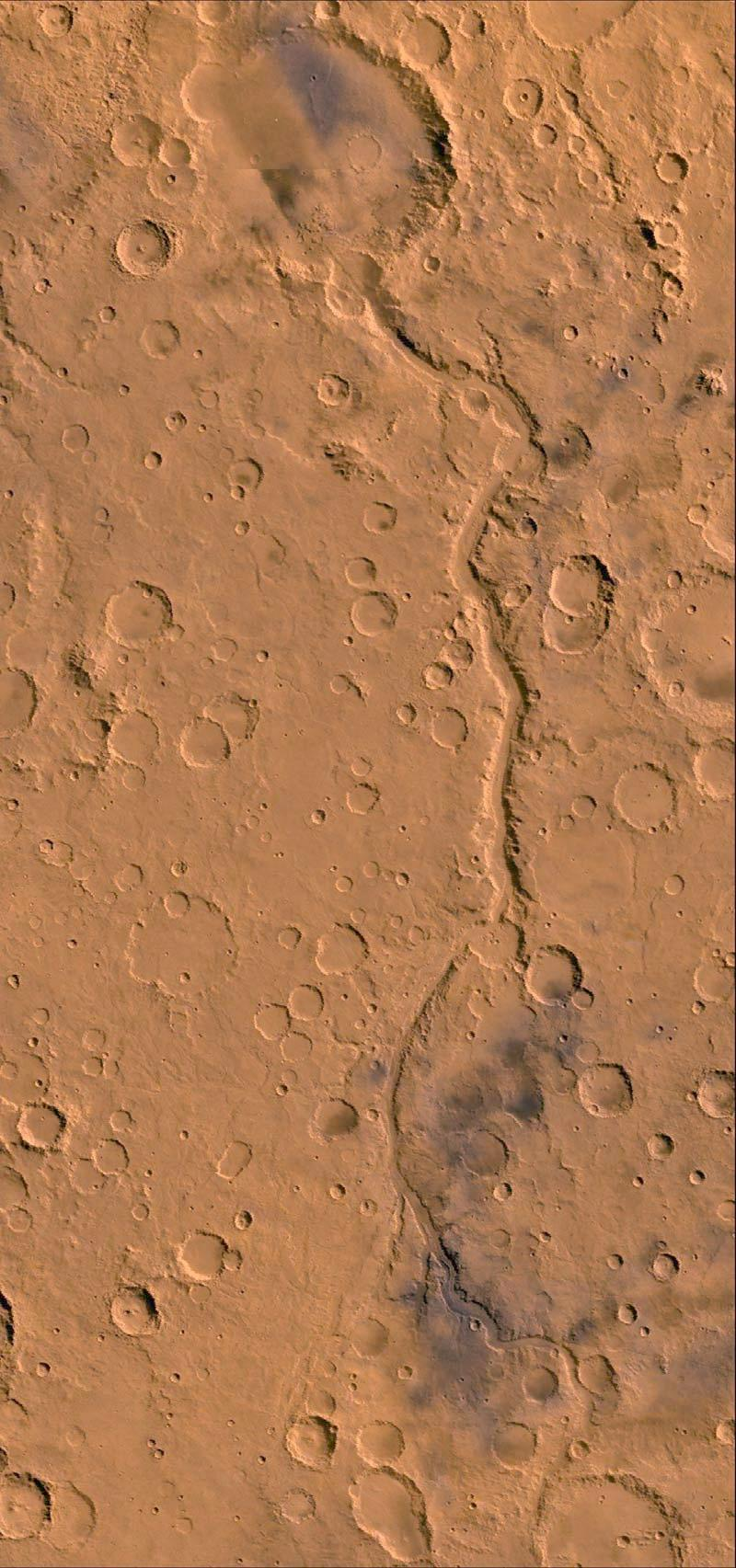
Ma'adim Vallis

Ma'adim Vallis (van de Hebreeuwse naam voor de planeet Mars: Ma'adim - מאדים) is een grote canyon op de planeet Mars. De canyon is ongeveer 700 km lang, 20 km breed en 2 km diep en daarmee aanzienlijk groter dan de Grand Canyon op Aarde. 
Ma'adim Vallis is waarschijnlijk gevormd door stromend water vroeg in de geschiedenis van Mars. Het vormde het afwaterkanaal van het grote Eridaniameer in de zuidelijke laaglanden. Water stroomde vanaf dit meer door de canyon noordwaarts richting de inslagkrater Gusev bij de evenaar van Mars.
Langs de randen van de canyon komen diverse korte zijkanaaltjes voor, waarschijnlijk gevormd door kwel, als water horizontaal uit de wanden naar buiten stroomde. Dit type kwel komt voor als gesteente gedeeltelijk in grondwater oplost. De wanden van de canyon storten daardoor in en het erosiemateriaal wordt afgevoerd.